# Flemmingwiesen

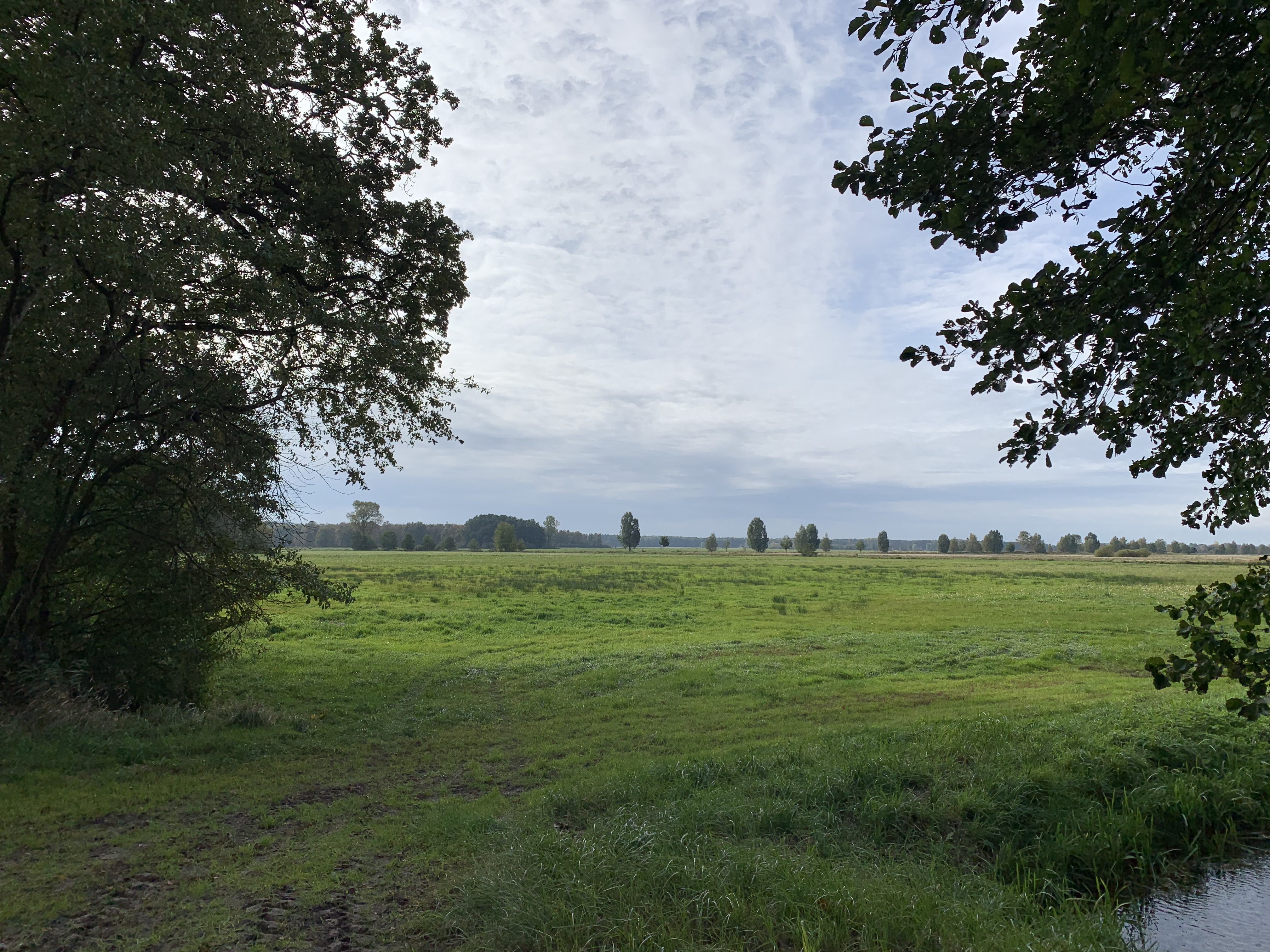
Flemmingwiesen

Die Flemmingwiesen bilden eine tischebene und nahezu baumlose Niederungslandschaft im Baruther Urstromtal. Die Wiesen liegen zwischen den Ortsteilen der brandenburgischen Gemeinde Nuthe-Urstromtal mit Jänickendorf im Westen, Dümde im Norden und Stülpe im Süden und reichen im Osten bis zur Stadt Baruth. Naturräumlich schließt sich im Süden das Naturschutzgebiet Heidehof-Golmberg mit der höchsten Erhebung des Niederen Flämings, dem Endmoränenzug des Golmbergs (178 Meter), an.

## Geographischer Überblick und Geologie
Zählt der Höhenzug des Golmberges noch zur Altmoränenlandschaft der Saaleeiszeit, gehören die Flemmingwiesen innerhalb des Urstromtals bereits zum Jungmoränenland der Weichseleiszeit, deren Inlandeis in der Talung seine maximale Ausdehnung nach Süden erreichte. Mit den Belziger Landschaftswiesen und dem Fiener Bruch bilden die Flemmingwiesen eine der geographischen Niederungslandschaften im Baruther Urstromtal.
Der vermoorte Niederungsstandort ist durchzogen von einer Vielzahl schnurgerader Meliorationsgräben, die im nordöstlichen Teil vom Hammerfließ in die Nuthe abgeleitet werden. Im nordwestlichen Bereich ist dies insbesondere der Biebergraben, der unterhalb der knapp 10 Kilometer langen und lediglich rund 100 Meter breiten Strichdüne Lange Horstberge (auch Lange-Horst-Berge) verläuft. Ihm fließen unter anderem der Hollertgraben, der Schweinedammgraben, der Heidchengraben und der Holbecker Seegraben zu. Die Bereiche östlich der Landstraße 70 werden vom Wolfsbuschgraben, Graben 048.3, Dammgraben Lynow und dem Horstgraben Horstwalde entwässert.

## Teil des LSG Baruther Urstromtal und Luckenwalder Heide
Zudem bilden die Flemmingwiesen einen Teil des rund 30.000 Hektar umfassenden Landschaftsschutzgebietes Baruther Urstromtal und Luckenwalder Heide.
Neben der Erhaltung der Niedermoorstandorte legt die LSG-Verordnung ein besonderes Gewicht auf die naturräumliche Verknüpfung mit den Biotopen der benachbarten Flugsand- und Binnendünengebiete der NSG Heidehof-Golmberg und Forst Zinna Jüterbog-Keilberg.

## Namensgebung und Nutzung
Der Name Flemmingwiesen ist abgeleitet aus dem Begriff Fläming und geht zurück auf die Siedler der Flämingdörfer, die in den trockenen Hanglagen entstanden waren – noch im Mittelalter stellten die Urstromtäler natürliche Verkehrshindernisse dar und konnten erst nach ihrer Trockenlegung besiedelt werden. Aufgrund des in den Hang- und Berglagen herrschenden Wassermangels legten die Siedler im tieferen Bruchland die Flemmingwiesen als Weideflächen für das Vieh trocken. Zu Beginn des 20. Jahrhunderts dienten die Wiesen zum Teil den fürstlichen Damwildrudeln als Weide und waren in diesen Bereichen eingezäunt. Heute ist das Bild von zahlreichen Rinderherden geprägt.